# Кутуза, Борис Георгиевич
Борис Георгиевич Кутуза (род. 26 января 1938, Харьков) — советский и российский ученый-физик, доктор физико-математических наук, профессор, лауреат государственных премий.

## Биография
Родился в семье служащих.
В 1955 г. поступил в Московский физико-технический институт, после окончания которого (1961) был направлен в Институт радиотехники и электроники Академии наук СССР. С 1962 по 1966 гг. там же учился в аспирантуре. 
В 1966 г. защитил диссертацию на соискание ученой степени кандидата наук, тема: «Исследования СВЧ спектров ослабления и собственного излучения атмосферы, содержащей гидрометеорные образования». В 1982 году защитил диссертацию на соискание ученой степени доктора физико-математических наук по специальности 01.04.03., тема: "Радиотепловое излучение облачной атмосферы".
С 1979 года по настоящее время — заведующий лабораторией дистанционного зондирования атмосферы (ныне — лаборатория радиофизических методов в аэрокосмических исследованиях природно-техногенной среды) ИРЭ РАН. 

## Научная деятельность
Автор более 270 научных работ и изобретений. Индекс Хирша —  19. Является один из основоположников нового направления в радиофизических методах исследований Земли из космоса с использованием активных и пассивных средств наблюдения. Научная деятельность посвящена исследованиям радиотеплового излучения атмосферы и системы «атмосфера — океан», а также изучению радиофизических методов зондирования природных ресурсов Земли и окружающей среды.
В 1963 г. совместно с А. Е. Башариновым, С. Т. Егоровым и М. А. Колосовым предложил и в 1968 г. реализовал радиометрический способ исследования атмосферы и обнаружения областей дождевых образований с летательных аппаратов, который открыл новую эру в исследованиях Земли из космоса. В содружестве с учеными предприятий промышленности в его лаборатории разработаны бортовые радиометрические измерительные комплексы на сантиметровых и миллиметровых волнах, которые были установлены на ИСЗ, а также предложены и развиты новые методы измерений собственного теплового излучения различных гидрометеоров.
На основе его теоретических предпосылок были изучены температурные зависимости ослабления миллиметровых радиоволн в дождях различной интенсивности, а также выполнены пионерские работы по определению водозапасов облаков и интенсивностей дождей с космических аппаратов.
В 1980-х годах занимался изучением радиотепловой системы «атмосфера - океан». По результатам измерений, полученным с ИСЗ «Космос-1076» и «Космос-1151», совместно с учениками получил данные по влиянию морского волнения и неоднородностей атмосферы на излучение этой системы, что позволило разработать ряд практических рекомендаций по определению геофизических параметров океана и атмосферы. Одним из первых в СССР провёл совместные радиотепловые и радиолокационные измерения параметров облаков и дождя, а затем перешёл к методам изучения суши и моря радиолокаторами бокового обзора.

## Награды
- Лауреат Государственной премии СССР (1987 г.) за научно-исследовательские работы в области освоения миллиметрового диапазона длин волн (в составе коллектива: доктор технических наук А. В. Соколов, доктор физико—математических наук Б. Г. Кутуза и кандидаты физико-математических наук К. А. Аганбекян и А. Ю. Зражевский)[2]
- Лауреат Государственной премии РФ (2000 г.)  за создание многочастотного поляриметрического авиационного радиолокационного комплекса дистанционного зондирования с синтезированной апертурой и цифровой адаптивной обработкой информации «ИМАРК».

## Основные работы
Кутуза Б. Г., Данилычев М. В., Яковлев О. И.  Спутниковый мониторинг Земли: микроволновая радиометрия атмосферы и поверхности: Монография / Б. Г. Кутуза, М. В. Данилычев, О. И. Яковлев. —Москва: URSS: ЛЕНАНД, 2015. — 333 с.: ил., табл.; 22 см.; ISBN 978-5-9710-2515-3